# Adama Diakhaby
Pour les articles homonymes, voir Diakhaby.
Adama Diakhaby, né le 5 juillet 1996 à Ajaccio (Corse-du-Sud), est un footballeur français. Il évolue au poste d'attaquant au SV Waldhof Mannheim.

## Biographie

### Stade rennais
Né le 5 juillet 1996 à Ajaccio, Adama Diakhaby est formé au Stade Malherbe Caen, avec lequel il évolue jusqu'en 2014. À cette date, il quitte le club normand, après avoir refusé d'y signer un contrat stagiaire. Durant un an, il réalise alors des essais dans de nombreux clubs européens, dont l'AS Rome, Munich 1860, Tottenham et le FC Sion, mais ne parvient pas à convaincre ces clubs de s'acquitter d'une indemnité de formation de 500 000 euros auprès de Caen pour pouvoir le recruter. À l'automne 2015, il tente sa chance au Stade rennais, qu'il convainc. Début novembre, il paraphe ainsi un contrat amateur pour une année. Il débute alors avec la troisième équipe du club, en championnat DSE, afin de retrouver du rythme, puis est aligné à plusieurs reprises avec l'équipe réserve en CFA2. À ce niveau, il dispute onze matchs, dont six comme titulaire, et ne marque aucun but lors de la saison 2015-2016.
Ayant notamment séduit l'entraîneur de la réserve rennaise, Julien Stéphan, il se voit proposer par le Stade rennais un premier contrat professionnel de trois ans, qu'il signe début juillet 2016. Durant la préparation estivale à la saison 2016-2017, il est alternativement intégré au groupe espoirs et au groupe professionnel, et dispute notamment, avec ce dernier, un match amical au pays de Galles contre Swansea, après avoir convaincu son entraîneur Christian Gourcuff de le retenir. Cela lui permet de faire ses débuts en Ligue 1, le 4 août 2016, lors d'un déplacement rennais à l'Allianz Riviera face à l'OGC Nice. Il remplace Giovanni Sio en attaque à vingt minutes de la fin de la rencontre. Quinze jours plus tard, au stade de la Mosson contre le Montpellier HSC, Adama Diakhaby marque son premier but professionnel en L1. Puis il récidive fin septembre 2016, en marquant dans le temps additionnel l'unique but d'un derby disputé au Roazhon Park contre l'En avant Guingamp, offrant la victoire à son équipe sur un centre de Pedro Henrique.

### AS Monaco
Le 2 août 2017, il signe un contrat de cinq ans avec l'AS Monaco. Il joue son premier match sous ses nouvelles couleurs lors de la deuxième journée de L1 face à Dijon et marque son premier but face à l'Olympique de Marseille, portant le score des siens à 4-0, match finalement gagné 6-1.

### Huddersfield Town
Le 20 juillet 2018, il est transféré à Huddersfield Town pour les trois prochaines saisons, contre un montant légèrement supérieur à 10 millions d'euros . Lors de sa première saison en Angleterre, il participe à 12 rencontres de Premier League, dont 6 titularisations. Au terme de la saison, le club est relégué en deuxième division.
Il commence la saison 2019-2020 titulaire avant de progressivement perdre sa place. Le 30 novembre 2019, il remplace Fraizer Campbell à la 6e minute avant d'être lui-même remplacé à la mi-temps lors d'une lourde défaite sur la pelouse de Bristol (défaite 5-2, 19e journée). En décembre, le manager du club Danny Cowley annonce que Terence Kongolo, Adama Diakhaby, Isaac Mbenza, Reece Brown et Herbert Bockhorn sont placés sur la liste des transferts. Selon lui, les valeurs et principes de certains de ces éléments ne sont pas en adéquation avec ceux du club.
Le 21 janvier 2020, il est ainsi prêté à Nottingham Forest jusqu'au terme de la saison. Le club est alors quatrième de Championship et lutte pour garder sa place en barrages de promotion. Diakhaby y participera à 14 rencontres de championnat, pour seulement 2 titularisations. Nottingham conclut finalement la saison à la 7e position, échouant à se qualifier pour les barrages.
Avec l'arrivée de Carlos Corberán à la tête de Huddersfield, il est réintégré au projet sportif, débutant notamment titulaire les deux premières journées de Championship. Sur la première partie de saison, il dispute 16 matchs de championnat, en débutant 7 et délivrant une passe décisive. Le 1er février 2021, à quelques mois de la fin de son contrat, il est transféré à Amiens, évoluant en Ligue 2.

### Qarabağ
Le 13 janvier 2023, Qarabağ annonce la signature de Diakhaby pour un contrat jusqu'au 30 juin 2025. Il a marqué son premier but contre Turan Tovuz le 13 août 2023. Le 3 juin 2024, Qarabağ a annoncé le départ de Diakhaby.

### Bandırmaspor
En juillet 2024, le club de 1. Lig "Bandırmaspor" a signé un contrat de 2 ans avec lui.

### En sélection
Il est appelé pour la première fois en équipe de France espoirs par Sylvain Ripoll en mai 2017 et fait ses débuts officiels le 5 juin lors d'une victoire amicale (3-0) en Albanie.

## Style de jeu
Lorsqu'il arrive à Rennes, les qualités d'Adama Diakhaby sont remarquées par Julien Stéphan, entraîneur de la réserve du club, qui décèle chez lui « un potentiel important dans le dribble et l'élimination. » « Il est élastique, il a encore besoin de travailler son pied droit, car c'est un gaucher quasi exclusif. C'est un mec à l'écoute, travailleur », explique-t-il également. Christophe Gadby, entraîneur de la troisième équipe du Stade rennais en 2015-2016, se rappelle également d'un joueur « agréable, respectueux des gens et des consignes. » De son côté, Christian Gourcuff estime que « c'est un joueur très brut, qui joue quand il a le ballon dans les pieds. Mais il y a tout le reste, l'anticipation, les déplacements. » À l'automne 2016, Julien Stéphan note également des soucis d'efficacité devant le but : « l'an dernier, on avait aussi travaillé sur sa nécessité à être décisif : il arrivait à se procurer de nombreuses situations, mais pas à terminer les actions. Son but à Montpellier résume la donne : on voit ses qualités pour se projeter à la récupération du ballon, sa capacité à jouer dans le dos de l'adversaire. Mais sa finition n'est pas très propre, il doit avoir plus de lucidité pour mieux la placer. »

## Statistiques
| Saison                | Club                  | Championnat           | Championnat | Championnat | Coupe nationale | Coupe nationale | Coupe de la Ligue | Coupe de la Ligue | Compétition(s) continentale(s) | Compétition(s) continentale(s) | Compétition(s) continentale(s) | Total | Total |
| Saison                | Club                  | Division              | M.          | B.          | M.              | B.              | M.                | B.                | Comp.                          | M.                             | B.                             | M.    | B.    |
| 2016-2017             | Stade rennais FC      | Ligue 1               | 25          | 4           | 2               | 1               | 2                 | 0                 | -                              | -                              | -                              | 29    | 5     |
| 2017-2018             | AS Monaco             | Ligue 1               | 22          | 2           | -               | -               | 3                 | 1                 | C1                             | 5                              | 0                              | 30    | 3     |
| 2018-2019             | Huddersfield Town     | Premier League        | -           | -           | -               | -               | -                 | -                 | -                              | -                              | -                              | 0     | 0     |
| Total sur la carrière | Total sur la carrière | Total sur la carrière | 47          | 6           | 2               | 1               | 5                 | 1                 | -                              | 5                              | 0                              | 59    | 8     |

## Palmarès

### En club
AS Monaco
- Ligue 1
  - Vice-champion : 2018
- Coupe de la Ligue
  - Finaliste : 2018